# Borel (kráter)

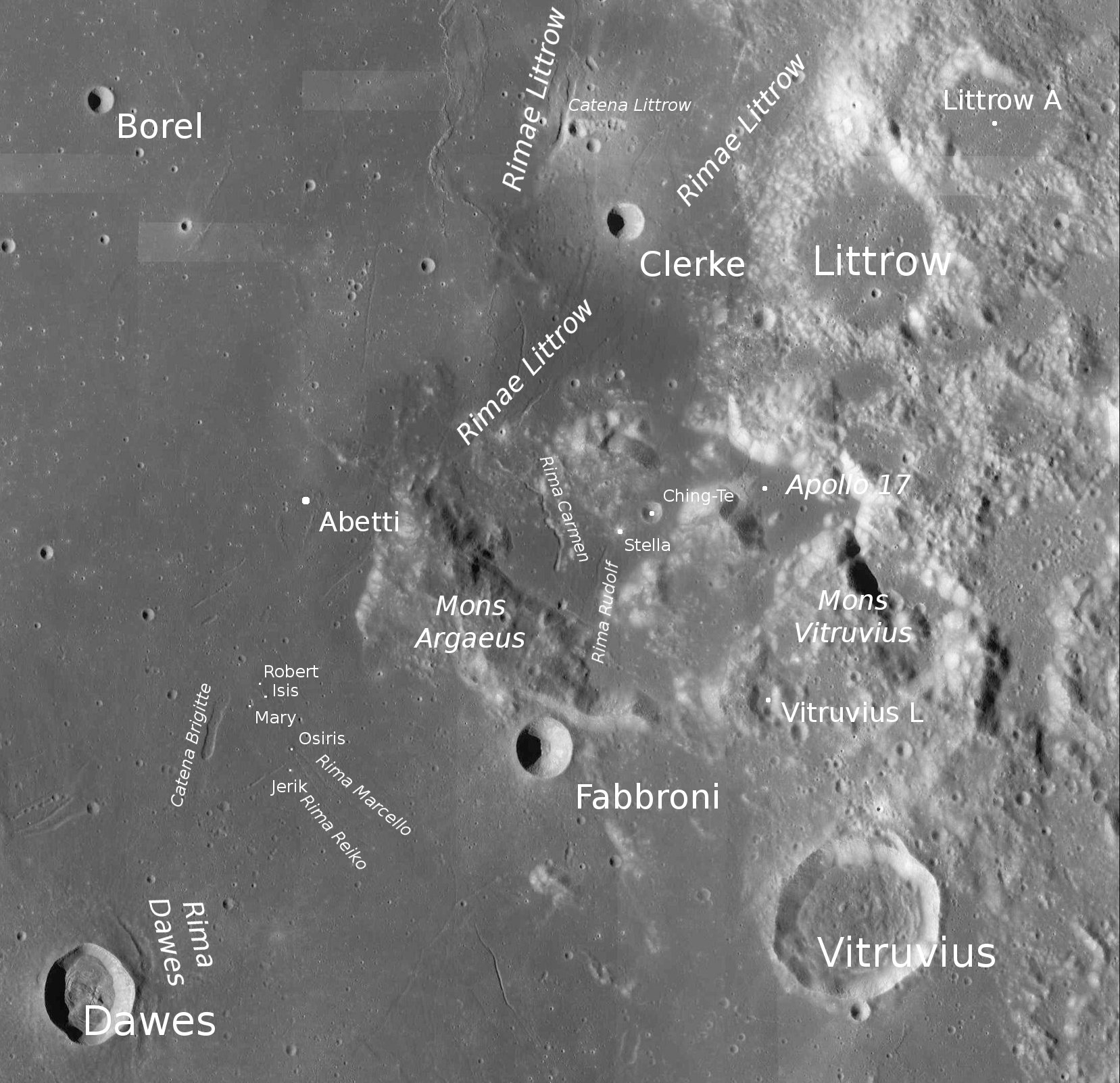
Poloha kráteru Borel

Borel je malý impaktní kráter o průměru 5 km nacházející se v jihovýchodním části Mare Serenitatis (Moře jasu) na přivrácené straně Měsíce.
Severovýchodně se nachází lávou zatopený kráter Le Monnier, jiho-jihovýchodně zatopený nevýrazný kráter Abetti.

## Název
Je pojmenován podle francouzského matematika Émile Borela. Dříve než jej v roce 1976 Mezinárodní astronomická unie pojmenovala na současný název, nesl označení Le Monnier C.